# Smittia distalis
Smittia distalis är en tvåvingeart som beskrevs av Maurice Emile Marie Goetghebuer 1934. Smittia distalis ingår i släktet Smittia och familjen fjädermyggor. Inga underarter finns listade i Catalogue of Life.